# Encarsia magnivena
Encarsia magnivena är en stekelart som beskrevs av Huang och Andrew Polaszek 1998. Encarsia magnivena ingår i släktet Encarsia och familjen växtlussteklar.
Artens utbredningsområde är Taiwan. Inga underarter finns listade i Catalogue of Life.